# Schweizer SGS 1-26

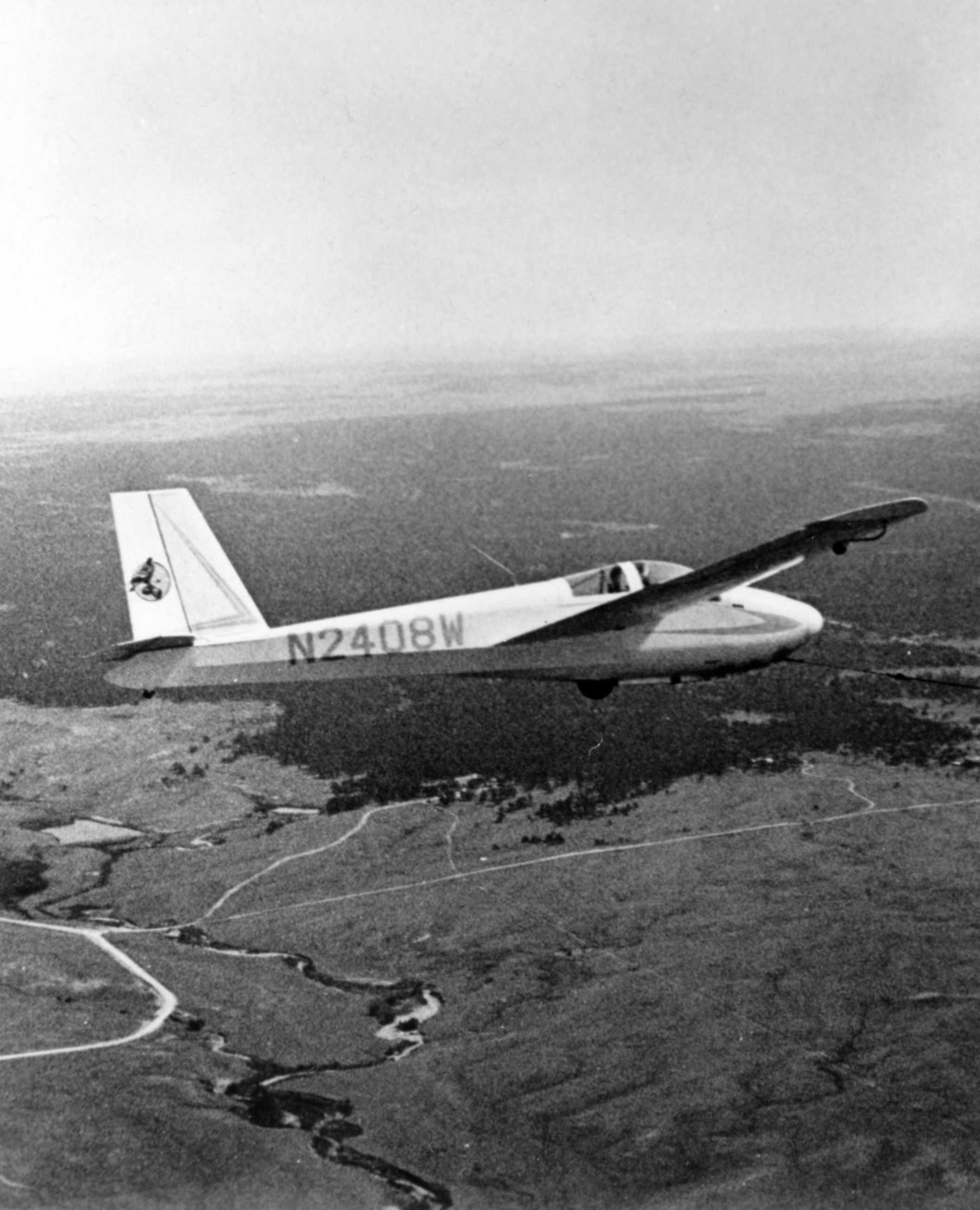
Schweizer SGS 1-26D

Die Schweizer SGS 1-26 ist ein US-amerikanisches Segelflugzeug in Ganzmetallbauweise. Die Maschine wurde vor allem als preiswertes Übungssegelflugzeug entworfen und in einer Stückzahl von 700 gefertigt. Aufgrund der großen Verbreitung gab und gibt es Einheitswettbewerbe, bei denen nur dieses Muster zugelassen ist.

## Konstruktion
Die SGS 1-26 ist ein freitragender Mitteldecker mit einholmigen metallbeplankten Ganzmetalltragflächen. Die Querruder sind stoffbespannt. Zur Geschwindigkeitsbegrenzung sind über und unter den Tragflächen Luftbremsen installiert. Der Rumpf ist eine Ganzmetall-Schalenkonstruktion. Das Einradfahrwerk mit einer zusätzlichen Kufe ist nicht einziehbar. Frühere Versionen hatten ein rundliches Seitenleitwerk. Bei der Version „D“ ging man auf ein eleganteres leicht zurückgepfeiltes Seitenleitwerk über.

## Technische Daten
| Kenngröße             | Daten 1-26E |
| --------------------- | ----------- |
| Besatzung             | 1 Pilot     |
| Länge                 | 6,55 m      |
| Spannweite            | 12,2 m      |
| Höhe                  |             |
| Flügelfläche          | 14,9 m²     |
| Flügelstreckung       | 10          |
| Flächenbelastung      |             |
| Flügelprofil          |             |
| Gleitzahl             | 23          |
| Geringstes Sinken     |             |
| Leermasse             |             |
| max. Startmasse       | 318 kg      |
| Höchstgeschwindigkeit |             |

## Trivia
Das Flugzeug spielt in dem Kurzfilm „Dawn Flight“ von 1976 eine Hauptrolle und wird in zahlreichen Stuntszenen gezeigt. Denis Arndt spielt einen Segelflieger, der gegen seinen „inneren Schweinehund“ ankämpft, der in Form eines zweiten Segelflugzeuges dargestellt wird und ihn ständig verfolgt. Erst als es ihm gelingt, dieses auszumanövrieren, verschwindet es plötzlich.